# Marduk-szarru-usur
Marduk-szarru-usur lub Marduk-szarra-usur (akad. Marduk-šarru-uṣur lub Marduk-šarra-uṣur; w transliteracji z pisma klinowego zapisywane mdKU-LUGAL-PAB, mdAMAR.UTU-MAN-PAB, mdMES-MAN-PAB i mdŠÚ-MAN-PAB; tłum. „O Marduku, strzeż króla!”) – wysoki dostojnik, gubernator prowincji Kurbail za rządów asyryjskiego króla Adad-nirari III (810-783 p.n.e.). Z asyryjskich list i kronik eponimów wiadomo, iż w 784 r. p.n.e. sprawował też urząd eponima (akad. limmu). Wzmiankowany jest również w uszkodzonym ustępie jednej z inskrypcji króla Aszur-nirari V (754-745 p.n.e.), gdzie nosi tytuł „gubernatora [...]”.